# NGC 5008
NGC 5008 est une très vaste galaxie spirale barrée relativement éloignée et située dans la constellation du Bouvier. Sa vitesse par rapport au fond diffus cosmologique est de 9 515 ± 15 km/s, ce qui correspond à une distance de Hubble de 140,3 ± 9,8 Mpc (∼458 millions d'al). NGC 5008 a été découverte par l'astronome prussien Heinrich Louis d'Arrest en 1862. Cette galaxie a aussi été observée par l'astronome français Stéphane Javelle le 15 juin 1895 et elle a été inscrite à l'Index Catalogue sous la cote IC 4381.
La classe de luminosité de NGC 5008 est III-IV et elle présente une large raie HI. C'est aussi une galaxie active (AGN). Selon la base de données Simbad, NGC 5008 est une galaxie LINER, c'est-à-dire une galaxie dont le noyau présente un spectre d'émission caractérisé par de larges raies d'atomes faiblement ionisés.
En raison d'une brillance de surface égale à 14,07 mag/am2, on peut qualifier NGC 5008 de galaxie à faible brillance de surface (LSB en anglais pour low surface brightness). Les galaxies LSB sont des galaxies diffuses (D) avec une brillance de surface inférieure de moins d'une magnitude à celle du ciel nocturne ambiant.
À ce jour, trois mesures non basées sur le décalage vers le rouge (redshift) donnent une distance de 161,000 ± 3,606 Mpc (∼525 millions d'al), ce qui est à l'extérieur des valeurs de la distance de Hubble. Notons que c'est avec la valeur moyenne des mesures indépendantes, lorsqu'elles existent, que la base de données NASA/IPAC calcule le diamètre d'une galaxie et qu'en conséquence le diamètre de NGC 5008 pourrait être d'environ 123 kpc (∼401 000 al) si on utilisait la distance de Hubble pour le calculer.

## Groupe compact de Hickson 51

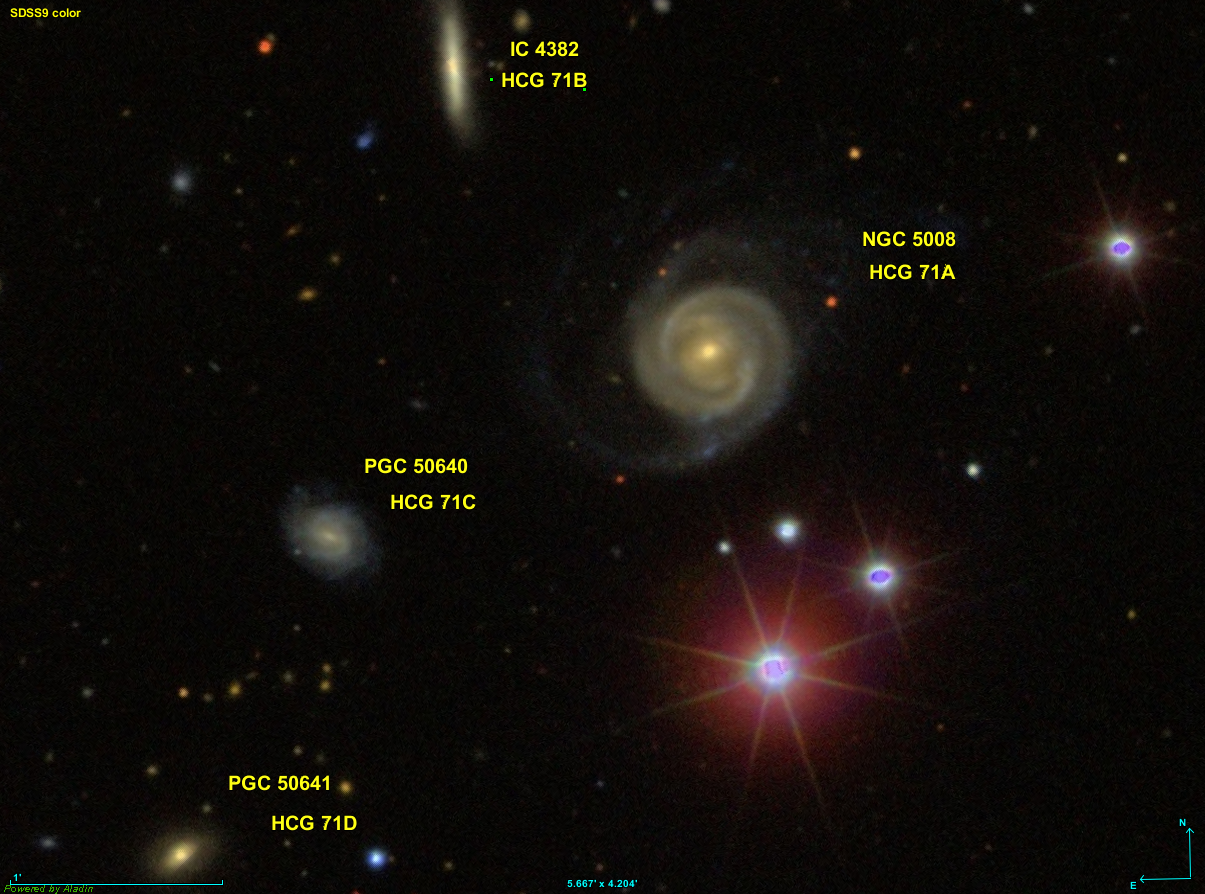
Les quatre galaxies du groupe compact de Hickson 71.

La galaxie NGC 5008 fait partie du groupe compact de Hickson 71,. Les autres galaxies de ce groupe sont IC 4382 (HCG 51B), PGC 50640 (HGC 71C) et PGC 50641 (HCG 71D).